# De Havilland Canada DHC-6 Twin Otter
de Havilland Canada DHC-6 Twin Otter – kanadyjski dwusilnikowy samolot wielozadaniowy krótkiego startu i lądowania o napędzie turbośmigłowym, produkowany w latach 1965–1988 przez przedsiębiorstwo de Havilland Canada i ponownie od 2008 roku przez spółkę Viking Air. Samolot przeznaczony jest do transportu do 20 pasażerów i/lub ładunku, przystosowany jest do operowania na nieutwardzonych lądowiskach, może być wyposażony w podwozie kołowe, płozy bądź pływaki. Samolot znalazł szerokie zastosowanie zarówno w rolach cywilnych jak i wojskowych. Wykorzystywany był m.in. w spadochroniarstwie i do ewakuacji medycznej.
DHC-6 Twin Otter stanowił rozwinięcie wcześniejszej, jednosilnikowej konstrukcji DHC-3 Otter. Oblot prototypu odbył się 20 maja 1965, wkrótce podjęto produkcję seryjną. Powstały trzy warianty produkcyjne samolotu – seria 100, wyposażona w silniki Pratt & Whitney Canada PT6A-20 o mocy 550 KM, seria 200  (w produkcji od 1968 roku) o wydłużonym dziobie i zwiększonej przestrzeni bagażowej oraz seria 300 (w produkcji od 1969 roku) wyposażona w silniki PT6A-27A o mocy 620 KM. Do zakończenia produkcji w 1988 roku zbudowane zostały 844 egzemplarze samolotu – w tym 6 prototypów, 109 samolotów serii 100, 115 serii 200 oraz 614 serii 300. Produkcja odbywała się w zakładach de Havilland Canada w Downsview, na północy Toronto.
Po zakończeniu produkcji przez de Havilland Canada produkcję części zamiennych podjęło kanadyjskie przedsiębiorstwo Viking Air. W 2006 roku spółka ta nabyła prawa do produkcji samolotu. 1 października 2008 miał miejsce oblot prototypu, a w 2010 roku wznowiona została produkcja seryjna. Samoloty te noszą oznaczenie serii 400, a ich napęd stanowią silniki PT6A-34/35 o mocy 750 KM. Wyprodukowanych zostało co najmniej 125 egzemplarzy tej serii (stan z 2017 roku). Produkcja podzespołów samolotu rozproszona jest po wielu zakładach, z udziałem podwykonawców. Część procesu produkcyjnego ma miejsce w fabryce Viking Air w Victorii, a montaż końcowy odbywa się w Calgary.
Do krajów, w których eksploatowano znaczną liczbę egzemplarzy DHC-6 należały: Norwegia (linie lotnicze Widerøe), Stany Zjednoczone (Rocky Mountain Airways, Alaska Airlines, Wien Air Alaska, Ozark Air Lines, Scenic Airlines), Kanada (Wardair, Pacific Western Airlines, Time Air, Kenn Borek Air), Australia (Ansett, TAA), Meksyk oraz Malediwy. Samoloty wykorzystywane były na Antarktydzie przez British Antarctic Survey oraz na potrzeby amerykańskiego programu badawczego United States Antarctic Program.
W 2015 roku w eksploatacji pozostawało ponad 500 sztuk samolotu, w tym około 430 spośród wyprodukowanych przez de Havilland Canada w latach 1965–1988.